# Sphodromantis rudolfae
Sphodromantis rudolfae é uma espécie de louva-a-deus da família dos Mantidae, sendo encontrados no Etiópia, Quênia, Somália, e Zanzibar.